# Ichthyophis singaporensis
Ichthyophis singaporensis — вид червуг роду рибозмій (Ichthyophis) родини рибозміїв (Ichthyophiidae). Ендемік Сінгапуру. Мешкає у тропічних та субтропічних дощових лісах, вторинних лісах, плантаціях, полях тощо. Вид відомий з єдиного дорослого екземпляра та кількох знахідок личинок. Цей вид потребує додаткових досліджень та таксономічного перегляду.